# Ange-Jacques Gabriel
Ange-Jacques Gabriel (París, 23 de octubre de 1698 - ibídem, 4 de enero de 1782) fue un destacado arquitecto francés, primer arquitecto del rey Luis XV de Francia y una de las figuras más importantes del neoclasicismo francés.

## Biografía

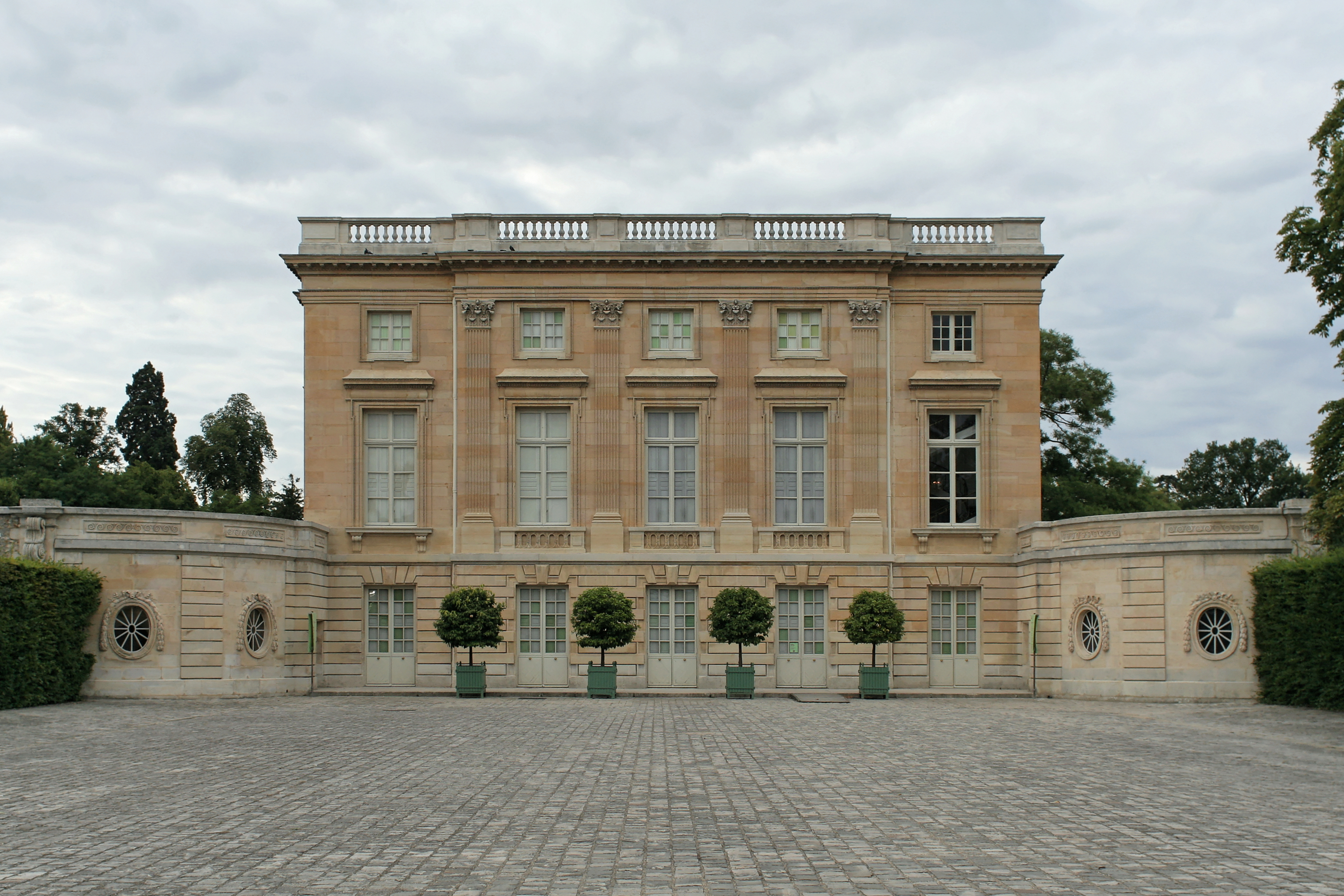
Vista del Pequeño Trianón en el Palacio de Versalles.

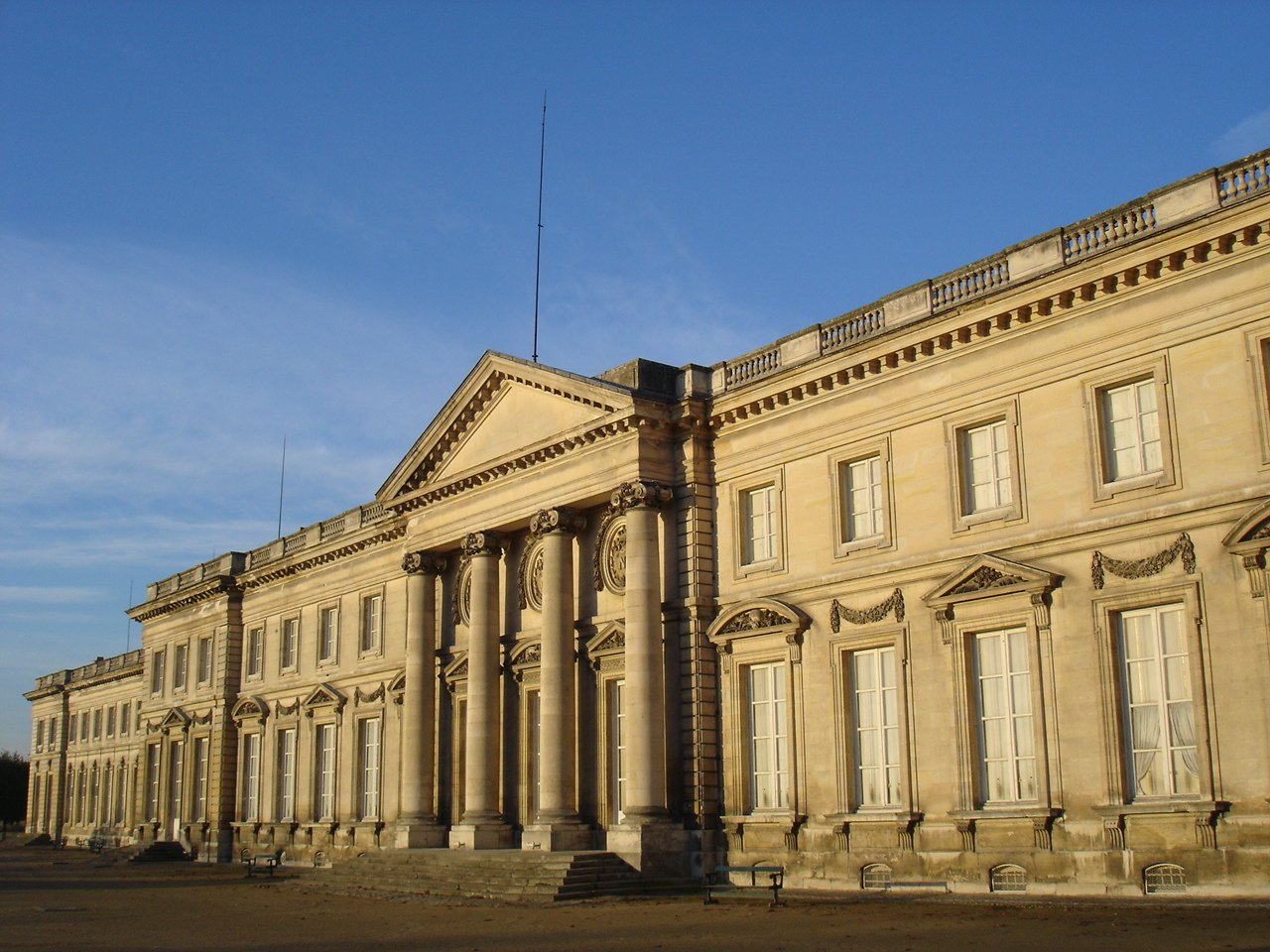
Fachada del jardín frontal del Palacio de Compiègne.

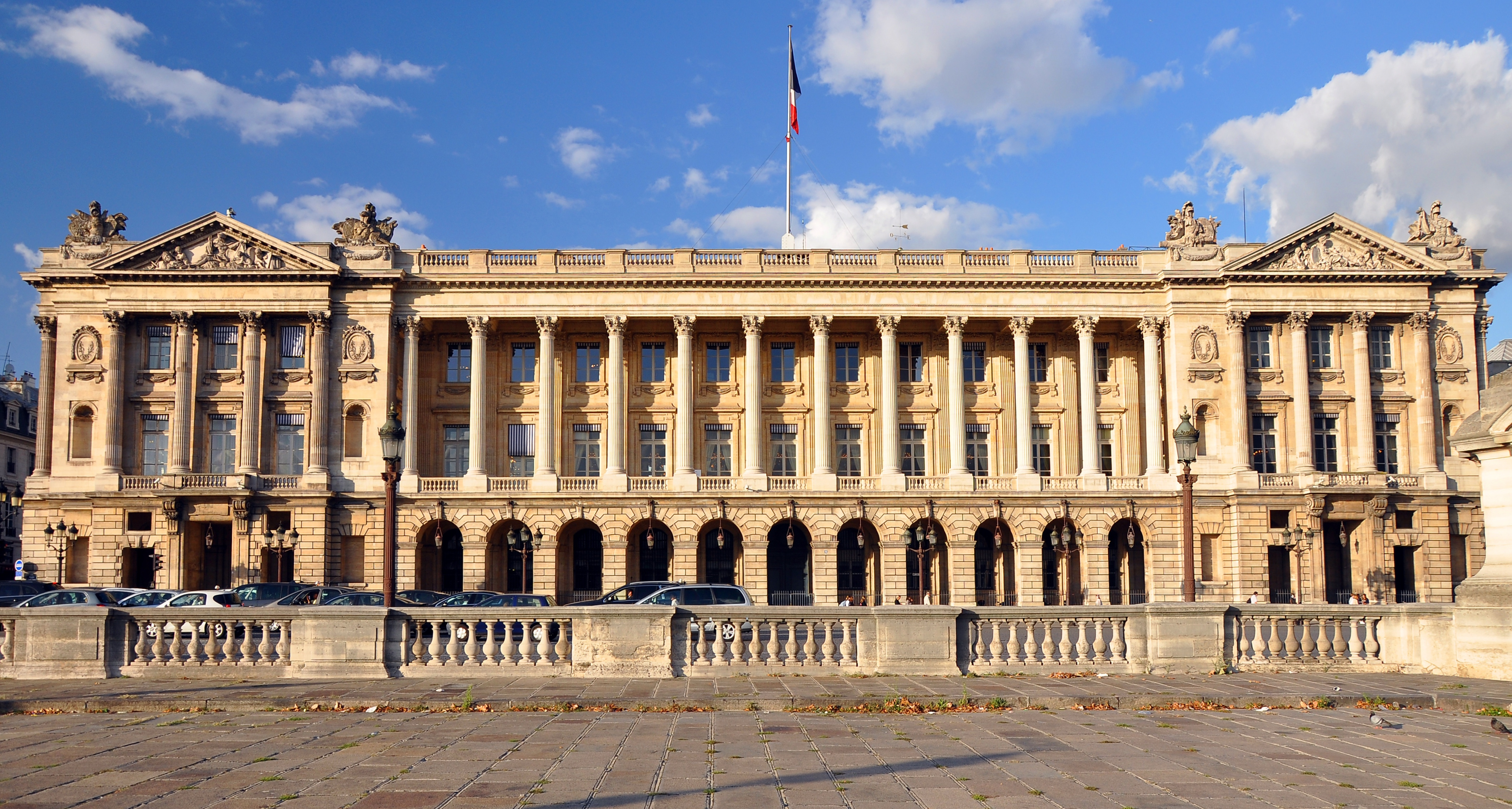
Cuartel de la Marina, París.

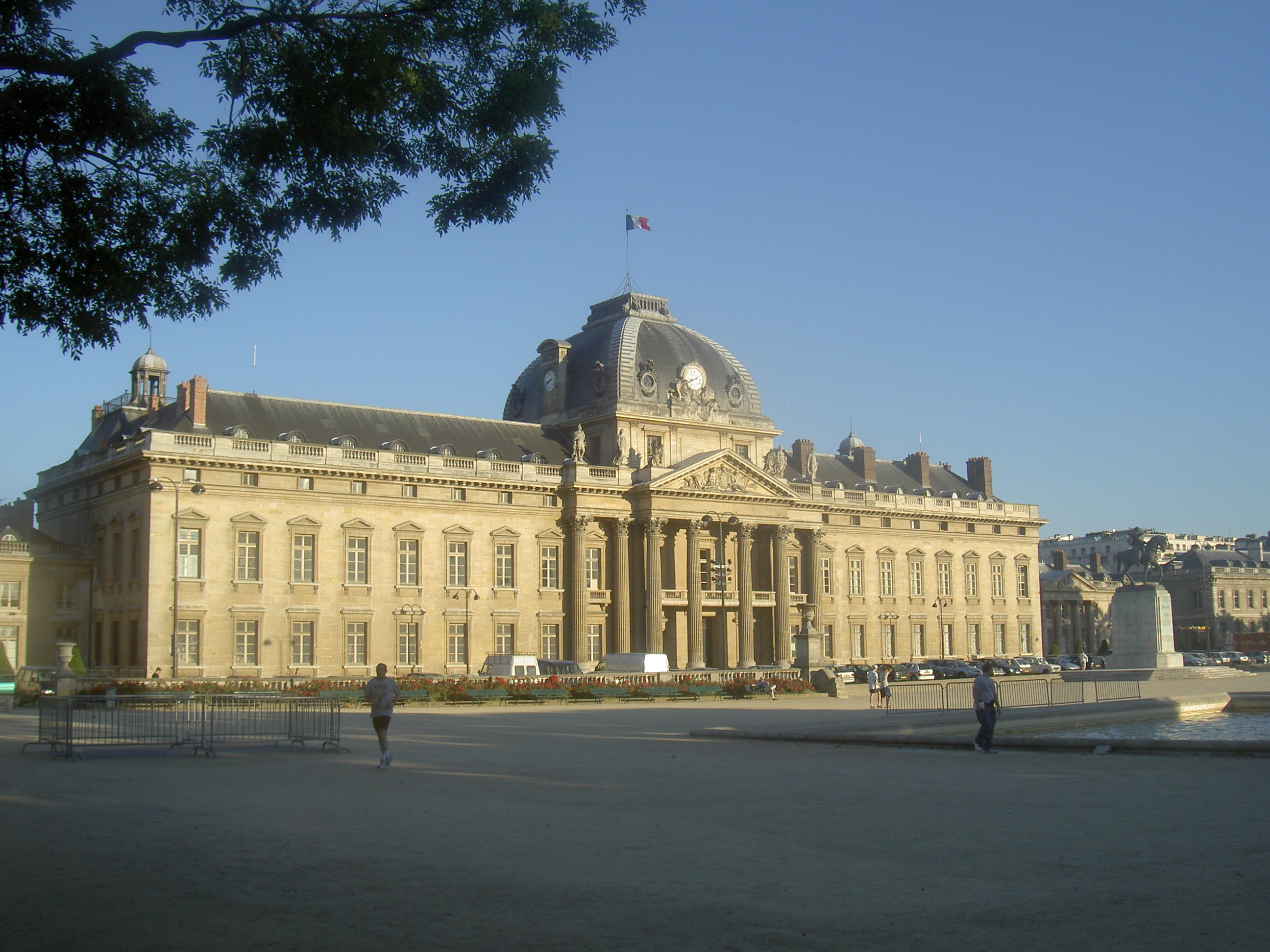
Escuela Militar, París.

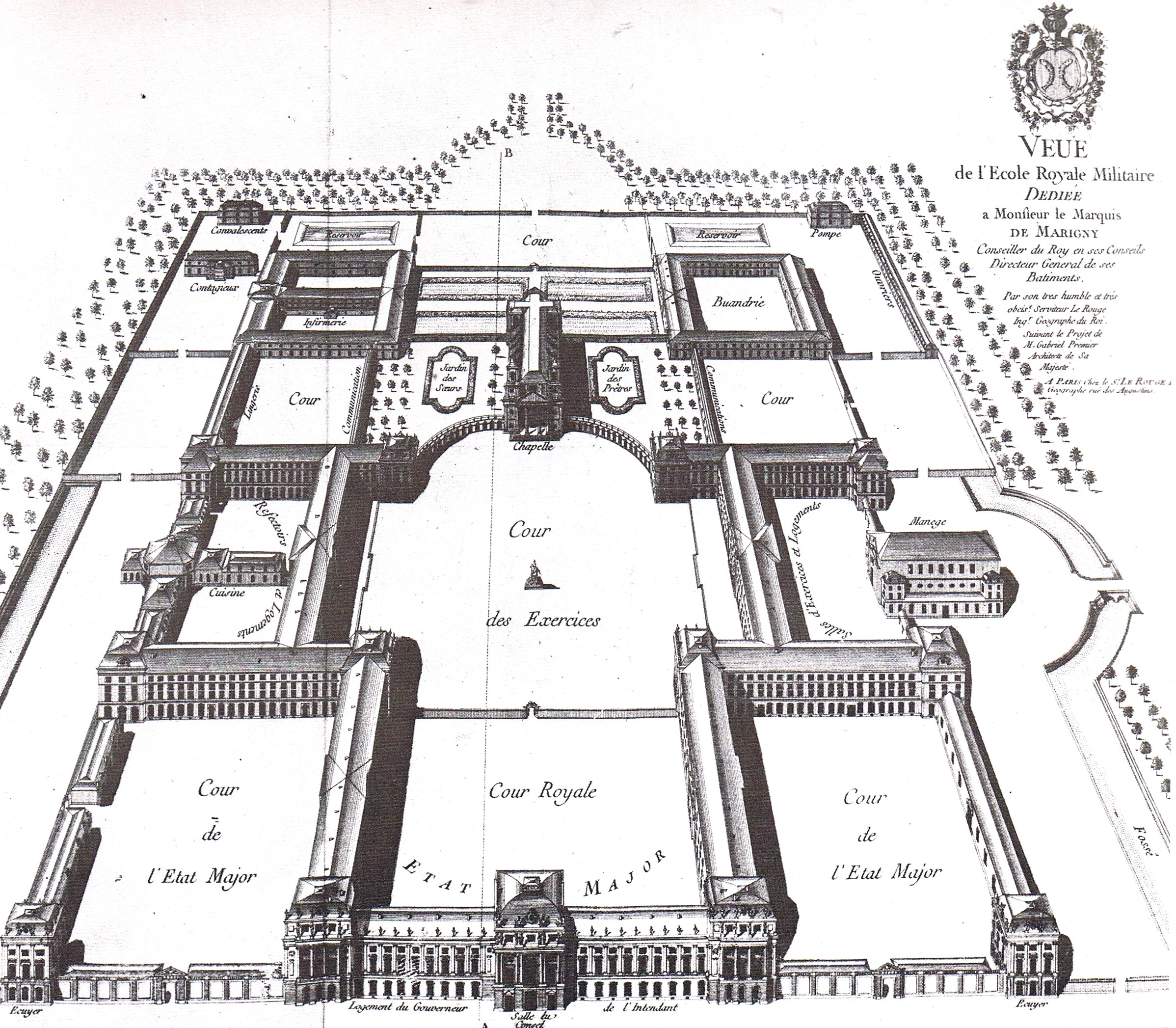
Proyecto de la Escuela Militar (1751).

Ange-Jacques Gabriel, hijo del arquitecto Jacques V Gabriel, quien realizó la casa palaciega Peyrene de Moras, llamada también Biron (actual Museo Rodin) y nieto del arquitecto Jacques IV Gabriel.
En 1734 Gabriel sustituyó a su padre, quien a su vez había sustituido a Robert de Cotte, como arquitecto del palacio de Versalles. En el año 1735 se convirtió en arquitecto de primera clase de la Academia Real de Arquitectura. En 1742, tras la muerte de su padre, fue nombrado Primer Arquitecto de Luis XV, el cual depositó en él toda su confianza. 
Con el ornamentista Jacques Verberckt, creó la decoración versallesca de los años 1730-1760. Esta decoración se caracterizó por los frisos blancos realizados con oro, dispuestos en cuadros estrechos ocupando toda la altura del zócalo. Alternaba, en ocasiones, con un cimacio muy bajo en la cornisa, disimulando la supresión de éste, y la disposición de espejos frente a frente, en ocasiones hasta cuatro en la misma pieza.
Luis XV decidió, en 1751, reconstruir totalmente el palacio de Compiègne. Louis Le Dreux de la Châtre fue alumno de Gabriel y después su colaborador en la obra.
A partir de los años 1760 y durante el 1770, Gabriel utilizó una decoración más sobria, inspirada en la antigüedad. La Ópera real de Versalles (1765-1770), la obra más importante del arquitecto, la sala de baño de Luis XV e incluso la biblioteca de Luis XVI (1774) se realizaron siguiendo el nuevo estilo llamado Luis XVI, situando en el lado derecho, columnas y medallones.
En este nuevo estilo, la obra maestra de Gabriel es, sin duda alguna, el Pequeño Trianón (1760-1764), destinado a Madame de Pompadour quien desgraciadamente murió antes de verlo acabado, y cuya primera ocupante fue María Antonieta. Pequeño palacio campestre, el Pequeño Trianón tiene la originalidad de estar construido haciendo ángulo con una terraza, de forma que dos de las fachadas presentan un nivel de basamento que no se encuentra en los otros dos. Sobre estas dos fachadas, el orden colosal se encuentra reposando directamente sobre el suelo.
Hacia 1771, Gabriel consiguió de Luis XV la aprobación de un proyecto completo para los exteriores del palacio de la corte en mármol: el Gran Diseño. Se trataba de cubrir por completo con piedra las fachadas de ladrillo y piedra, suprimiendo los manierismos barrocos del Gran Siglo, que no eran del gusto de los arquitectos del siglo XVIII, reemplazando las buhardillas vistas por azoteas. El proyecto se puso en marcha y se prosiguió pese al fallecimiento de Luis XV en 1774 y el cese de Gabriel en 1775. La construcción se interrumpió debido a la falta de presupuesto, creando una asimetría que no pudo arreglarse hasta la intervención de Alex Dufour en el siglo XIX.
Louis Le Dreux de la Châtre, sucedió a Gabriel en la Compiègne y acabó la construcción del palacio. Con este palacio construido entre 1751 y 1788, Ange-Jacques Gabriel y Louis Le Freux de la Châtre, realizaron uno de los monumentos más sobrios de la arquitectura neoclásica francesa.
Entre las mayores realizaciones de Gabriel, cabe destacar la plaza de Luis XV (hoy Plaza de la Concordia) y la Escuela Militar de París.
Murió en 1782, muy criticado y combatido por los gastos excesivos de sus construcciones siendo calificado por sus detractores como "artista mediocre y del género más vulgar". Hoy es reconocido como una de las figuras más importantes del neoclasicismo francés.

## Estilo
El estilo de Gabriel es de problemática clasificación, puesto que por una parte, llegó a una depuración clásica extraordinaria sin perder, por otra parte, la línea de la tradición del grand siècle. Gabriel parte de la tradición barroca de Jules Hardouin Mansart, Robert de Cotte, su padre Jacques V Gabriel, etc. y es un claro precursor de arquitectos tan radicalmente neoclásicos como el propio Ledoux.
El clasicismo francés del grand siècle se había alejado del barroquismo exacerbado de otros países, lo cual hace que la aparición del neoclasicismo en Francia no rompa de forma contradictoria como en otros países. Bien es cierto que el estilo rococó tuvo mucho éxito en el reinado de Luis XV, pero este es un arte en Francia más decorativo que arquitectónico.
Los arquitectos activos durante el reinado de Luis XV como Gabriel, o posteriormente Soufflot, Blondel o Louis levantaron edificios de sereno clasicismo, difícilmente clasificables como barroco tardío académico o precursores del neoclasicismo.
Su edificio más importante, el Petit Trianon de Versalles ejerció una gran influencia en los hoteles construidos por Boullée y Ledoux como el Hotel Brunoy o el Pabellón de Louveciennes.

## Obra

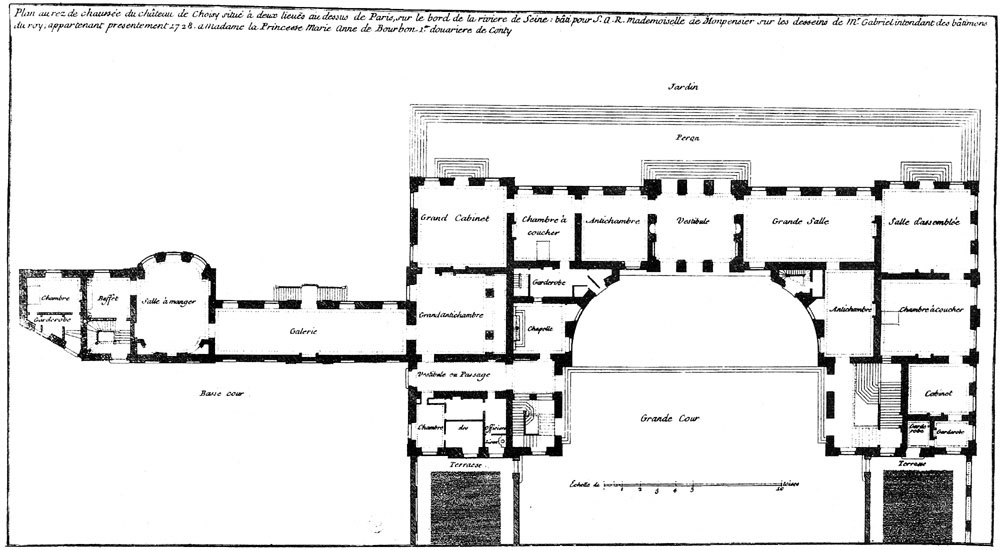
Planta baja del palacio de Choisy.

- 1740-1777: Ampliación y transformación del palacio de Choisy;
- 1750: Palacio de Compiègne;
- 1750: Pabellón del Butard, en la comuna de La Celle-Saint-Cloud;
- 1751-1780: Escuela militar del Campo de Marte en París;
- 1758-1772: Plaza de la Concordia, París, organizada con un frente de edificaciones clásicas a manera de palacios con amplias columnatas que sirvieron de guardamuebles de la corona.
- 1760-1764: Ampliación del castillo de Menars (Loir-et-Cher), para Madame de Pompadour;
- 1762-1768: Pequeño Trianón en Versalles;
- 1765-1770: Teatro de la Ópera real de Versalles;
- Una parte del Louvre;
- 1770: Fachada del Hotel Crillon en la plaza de la Concordia, París;
- 1770: Fachada del Hôtel de Coislin en la plaza de la Concordia, París;
- 1757-1774: Hôtel de la Marine en la plaza de la Concordia, París;